# Осинки (Московская область)
Осинки — деревня в Московской области России. Входит в городской округ Солнечногорск. Население — 6 чел. (2010).

## География
Деревня Осинки расположена на севере Московской области, в северной части округа, примерно в 16 км к северу от центра города Солнечногорска, у границы с Дмитровским районом. Восточнее деревни протекает река Лутосня. Ближайшие населённые пункты — деревни Гудино, Тараканово и Фоминское.

## Население
| 1852 | 1890 | 1899 | 1926 | 1932 | 1966 |
| ---- | ---- | ---- | ---- | ---- | ---- |
| 29   | ↗48  | ↘38  | ↗56  | ↗59  | ↘32  |
| 1998 | 2002 | 2010 |      |      |      |
| ↘2   | ↗6   | →6   |      |      |      |

## История
В середине XIX века — деревня 1-го стана Клинского уезда Московской губернии в 80 верстах от столицы и 24 верстах от уездного города, близ Дмитровского тракта, с 8 дворами. Принадлежала майору Мирончикову Николаю Александровичу, крестьян 8 душ мужского пола и 21 душа женского.
По данным на 1890 год — деревня Солнечногорской волости Клинского уезда с 48 душами населения, в 1899 году — деревня Вертлинской волости Клинского уезда, проживало 38 жителей.
В 1913 году — 9 дворов.
По материалам Всесоюзной переписи населения 1926 года — деревня Гудинского сельсовета Вертлинской волости Клинского уезда в 6,4 км от Рогачёвского шоссе и 16 км от станции Подсолнечная Октябрьской железной дороги, проживало 56 жителей (25 мужчин, 31 женщина), насчитывалось 12 крестьянских хозяйств.
С 1929 года — населённый пункт в составе Солнечногорского района Московского округа Московской области. Постановлением ЦИК и СНК от 23 июля 1930 года округа как административно-территориальные единицы были ликвидированы.
С 1994 до 2006 гг. деревня входила в Вертлинский сельский округ Солнечногорского района.
С 2005 до 2019 гг. деревня включалась в Смирновское сельское поселение Солнечногорского муниципального района.
С 2019 года деревня входит в городской округ Солнечногорск, в рамках администрации которого относится с территориальному управлению Смирновское.